# Соснувка (Більський повіт)
Соснувка (пол. Sosnówka) — село в Польщі, у гміні Соснувка Більського повіту Люблінського воєводства. Населення — 428 осіб (2011).

## Історія
За даними етнографічної експедиції 1869—1870 років під керівництвом Павла Чубинського, у селі переважно проживали греко-католики, які розмовляли українською мовою.
У 1975—1998 роках село належало до Білопідляського воєводства.

## Демографія
Демографічна структура станом на 31 березня 2011 року:
|          | Загалом | Допрацездатний вік | Працездатний вік | Постпрацездатний вік |
| -------- | ------- | ------------------ | ---------------- | -------------------- |
| Чоловіки | 216     | 46                 | 140              | 30                   |
| Жінки    | 212     | 43                 | 116              | 53                   |
| Разом    | 428     | 89                 | 256              | 83                   |